# Félix Gazzola

Escudo de la Unidad de Servicios de la Base «Conde de Gazola», Ferral del Bernesga (León).

Felice Gazzola o Félix Gazzola (Plasencia, Italia, 21 de octubre de 1698 - Madrid, 5 de mayo de 1780) fue un dilettante, militar y aristócrata hispano-italiano de la corte de Carlos III, al que sirvió primero como duque de Parma, luego como rey de Nápoles y desde 1759 como rey de España. Ostentaba los títulos de conde Gazzola de Piacenza y de conde de Sparavia, de Cereio, de Landi y de Mazineso, Gentilhombre de Cámara, Comendador de la Orden de Santiago y Administrador de la Encomienda de Carrión en la de Calatrava, Teniente General de los Ejércitos de Su Magestad, ministro del Consejo Supremo de Guerra, Comandante General del Real Cuerpo de Artillería, Coronel de sus cuatro batallones, Inspector de las Reales Fábricas de Armas y Municiones que hay establecidas y que en adelante se establecieren para el servicio de los Reales Ejércitos y Expediciones de Mar y Tierra, y Director del Real Colegio de Caballeros Cadetes de Segovia.

## Biografía
Era hijo de Juan Ángel Gazzola, emparentado con la familia Landi, General Gobernador de las Armas de la ciudad de Piacenza y embajador de los duques de Parma y Plasencia. Este último cargo permitió al joven Felice recorrer la mayor parte de las cortes europeas.
Entre 1745 y 1750 dirigió uno de los primeros proyectos arqueológicos dignos de tal nombre: la investigación de las recientemente descubiertas ruinas de Paestum, dirigiendo un equipo formado por Francesco Sabatini (planimetría), Giovanni Battista Natali y Antonio Magri (dibujos) y Francesco Bartolozzi (grabados). La difusión por toda Europa de estos trabajos se hizo a partir de su publicación en Francia por Jacques-Germain Soufflot (1764), a quien Gazzola había permitido visitar las ruinas y consultar los dibujos del equipo italiano.

## Fundador del Real Colegio de Artillería

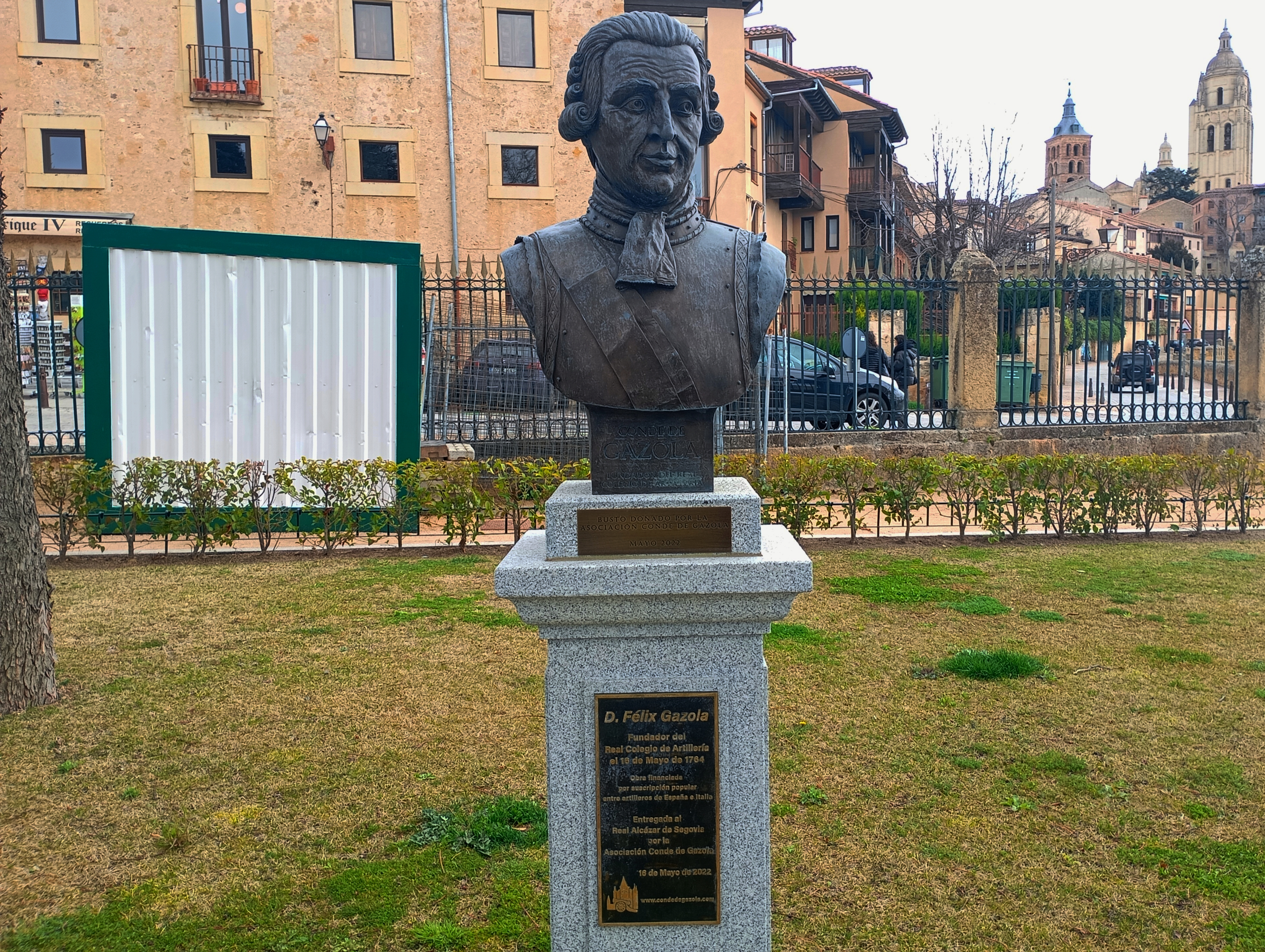
Busto de Félix Gazzola, situado en la Plaza de la Reina Victoria Eugenia, en las inmediaciones de Alcázar de Segovia

Este prestigio de Gazzola, como militar eficaz y hombre ilustrado, hace que Carlos III, en 1761, dos años después de su llegada al trono de España, reclame su presencia con la finalidad de realizar reformas en su artillería, y para confiarle la misión de poner en marcha la creación y funcionamiento del Real Colegio de Artillería en el Alcázar de Segovia. Ese mismo año, el 2 de agosto, es nombrado teniente general de los Reales Ejércitos y, poco después, inspector general de Artillería.
El proyecto de Gazzola para la artillería española fue aprobado y publicado en 1762 con el título: “Reglamento del nuevo pie en que Su Majestad manda se establezca el Real Cuerpo de Artillería”, instrucción que suprime el cadete de regimiento, creándose la compañía de caballeros cadetes como única procedencia de la oficialidad de artillería.
Bajo su dirección, el Real Colegio de Artillería se vislumbra, desde sus inicios, como un centro educativo extraordinario, que alcanzó gran prestigio y consideración no solo por su ejemplar organización y el nivel de sus estudios específicamente artilleros, sino por la probada altura científica de sus oficiales, profesores y alumnos.
Consciente de la responsabilidad contraída, Gazzola atiende prioritariamente la necesidad de contar con un eficiente cuadro de profesores, prestando una meditada elección del mismo, pero, especialmente, del primer profesor que pusiera en marcha su proyecto educativo, siendo designado el sacerdote Antonio Eximeno de la Compañía de Jesús.

## En la Corte Española

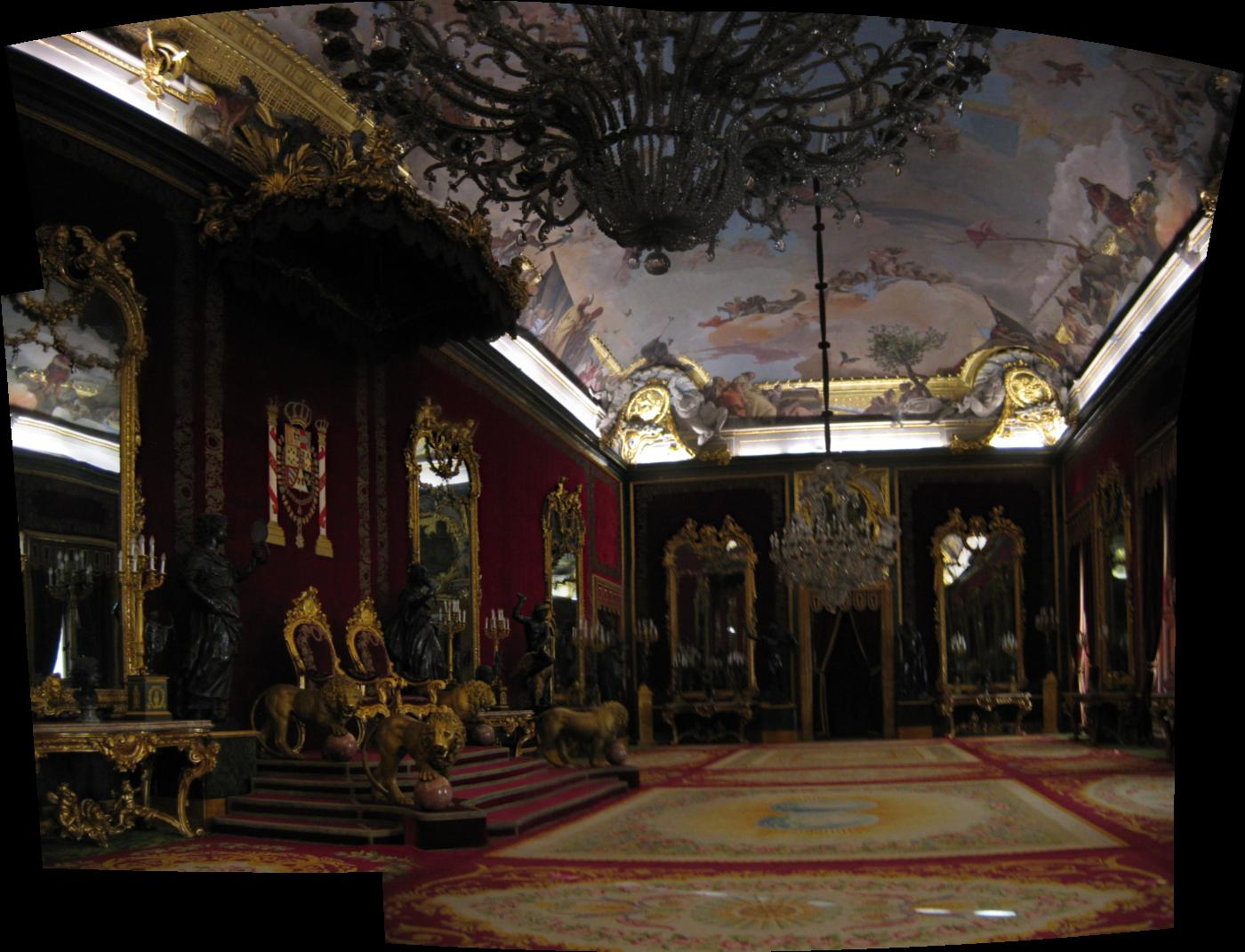
Salón del Trono del Palacio Real de Madrid.

La confianza del rey en su gusto artístico (se le consideraba el prototipo de cortesano ilustrado... militar, arquitecto, arqueólogo, estilista y un avezado lector) hizo que en ese mismo año de 1764 recibiera el encargo de decorar el Salón del Trono del Palacio Real de Madrid, cuyo techo ya había sido pintado por Giovanni Battista Tiepolo. Recurrió a artistas y artesanos napolitanos. La decoración se terminó de montar en 1772.
Durante la grave situación provocada por el motín de Esquilache (24 de marzo de 1766), Gazzola aconsejó a Carlos III no ceder ante los amotinados madrileños y reprimirlos violentamente; aunque el rey desoyó tales consejos y optó por conceder a estos sus peticiones y desterrar a Esquilache, lo que debilitó el poder de sus consejeros italianos en beneficio de aristócratas españoles como el conde de Aranda.
Fue enterrado en la cripta de la capilla de Nuestra Señora de Valbanera de la Iglesia de San Martín de Madrid, al lado de su amigo Tiépolo. La lápida funeraria es obra del escultor Antonio Primo. Su cuerpo se trasladó posteriormente al Museo del Ejército.
En la localidad leonesa de Ferral del Bernesga (San Andrés del Rabanedo) hay una Base Militar Conde de Gazola llamada así en su honor (muy frecuentemente se castellaniza su apellido como Gazola).
Coincidiendo con la celebración del 258 aniversario de la solemne inauguración del Real Colegio de Artillería en el Alcázar de Segovia, el 16 de mayo de 2022 tuvo lugar el solemne acto de entrega, por parte de la Asociación Conde de Gazola, de un busto del fundador del Real Colegio el Conde D. Félix Gazzola, obra del artista Carlos Sanz Velasco, en la plaza de la Reina Victoria Eugenia.